# Tymal Mills
Tymal Solomon Mills (* 12. August 1992 in Dewsbury, Vereinigtes Königreich) ist ein englischer Cricketspieler, der seit 2016 für die englische Nationalmannschaft spielt.

## Kindheit und Ausbildung
Mills begann das Cricket spielen erst mit 14 Jahren. Mit 16 Jahren betrieb er es ernsthaft und drei Jahre später, nachdem er die Akademie von Essex durchlaufen hatte, gelang ihm dort der Durchbruch. Ein begonnenes Studium für Journalismus an der University of East London gab er daraufhin auf.

## Aktive Karriere
Nachdem er in der Saison 2011 sein Debüt auf County-Ebene gegeben hatte, fiel er den nationalen Selektoren ins Auge und auf Grund seiner hohen Bowling-Geschwindigkeit um die 145 km/h wurde er in das englische Lions-Team aufgenommen. Jedoch verliefen die Saisons 2013 und 2014 nicht gut für ihn und so wechselte er von Essex nach Sussex. Im Jahr 2015 kam dann die Diagnose, dass er eine angeborene Rückenfehlstellung hat, was ihm dem Karriereende nahe brachte. Daraufhin fokussierte er sich auf Twenty20, da er hier nur wenige Bälle bowlen muss und so ein Aufbrechen seiner Verletzung unwahrscheinlich ist. Bei der Tour gegen Sri Lanka im Sommer 2016 gab er dann sein Debüt in der Nationalmannschaft. Nachdem er eine gute Tour in Indien im Januar 2017 absolviert hatte, wurde er von den Royal Challengers Bangalore in der Indian Premier League für 12 Crore INR (ca. 1,45 Millionen Euro) gedraftet. Nachdem er eine enttäuschende Saison für die Hobart Hurricanes in der Big Bash League 2017/18 spielte wurde er bei der Indian Premier League 2018 nicht gedraftet. Daraufhin machte der englische Kapitän Eoin Morgan deutlich, dass man ihn auf Grund seiner gesundheitlichen Voraussetzungen möglichst nur in Vorbereitungen für die Weltmeisterschaften ins Nationalteam holen würde.
So spielte er im Sommer 2018 ein Spiel für die World XI gegen die West Indies. In den folgenden Jahren spielte er in zahlreichen Twenty20-Ligen weltweit, musste aber auch immer wieder mit Verletzungen kämpfen. In der Saison 2020/21 musste er nach einer weiteren Rückenverletzung gar für drei Monate eine Rückenstütze tragen. Dennoch gelang es ihm fit zu werden für den ICC Men’s T20 World Cup 2021 und so spielte er erstmals nach 2017 wieder für das Nationalteam. Nachdem er 2 Wickets (2/17) gegen die West Indies erzielt hatte, konnte er 3 Wickets für 27 Runs gegen Bangladesch erreichen. Gegen Australien konnte er dann noch mal 2 Wickets (2/45) erreichen. Im Januar 2022 spielte er dann eine weitere Tour in den West Indies. Für die Indian Premier League 2022 wurde er dann von den Mumbai Indians gedraftet.